# Sergio Vega (El Shaka)
José Sergio Vega Cuamea, né le 12 septembre 1969 à Los Hormos (es), un village de la Municipalité de Cajeme (es), situé à 20 min de Ciudad Obregón, et décédé de mort violente le 26 juin 2010 à Los Mochis dans l'état de Sinaloa est un auteur-compositeur-interprète de Musique régionale mexicaine, spécialisé dans les genres banda et Norteño.

## Carrière
A dix-neuf ans, Sergio Vega rejoint ses frères Jesús et Ramón à Phoenix, dans l'Arizona. Il a appris à jouer de la batterie. Pendant la journée les frères travaillent dans une entreprise de construction, et le soir, ils jouent de la musique dans un bar nommé « El Capri » que monsieur  Pedro Márquez tient.
En 1982, Jesus Jose Vega Cuamea les quitte pour travailler au sein du groupe « Los Cadetes de Linares » , et Sergio Vega doit apprendre dans l'urgence à jouer du bajo sexto afin de le remplacer.

## Vie privée

### Famille
Sergio Vega est le huitième des treize enfants de Fernando Vega Verdugo et de Delfina Cuamea Orduño.

### Les circonstances de son assassinat
Le 26 juin 2010, vers 19h00, Sergio Vega échange quelques mots avec un journaliste du quotidien La Oreja auquel il dément la rumeur de son décès et indique qu'il a renforcé sa sécurité personnelle à cause des menaces que certains musiciens ont reçu. Il les quitte vers 19h15 pour prendre le volant de sa luxueuse Cadillac rouge et se rendre à Alhuey, une bourgade de la Municipalité d'Angostura (es) dans l'état de Sinaloa, où il doit donner un concert. Il emprunte, pour ce faire l'autoroute Fédérale N°15 (es) au niveau de Los Mochis.
Il a un contact téléphonique avec Ana Luisa Gómez, sa directrice de scène, vers 20h00 afin de finaliser les dispositions du concert. Il se rend compte que deux voitures le suivent et que l'une d'entre elles essaye de l'intercepter alors qu'il se trouve à la sortie Chihuahuita, près du bourg de El Carrizo. Sa collaboratrice lui demande de ne pas raccrocher et utilise un second téléphone pour appeler la police.
Vers 20 h 20 ses poursuivants commencent à tirer sur la Cadillac, et à la hauteur des collines de Barobampo, le chanteur perd le contrôle de son véhicule qui traverse la voie opposée, fauche un poteau et termine dans un monticule de terre à quelques mètres de l'autoroute. Les tueurs à gage descendent de leur véhicule et continuent à tirer. Vers 20h45, la police fédérale retrouve Sergio Vega abattu par 30 projectiles. Les autorités attribuent l'assassinat à des membres de la criminalité organisée.
Cet assassinat est rapidement récupéré par un certain nombre de médias, pour lier l'évènement à l'interprétation par le chanteur de narcocorridos,.

## Popularité
| Média         | Chaîne                 | Date             | Nombre d'abonnés ou d'auditeurs | Nombre de vues ou de téléchargements |
| ------------- | ---------------------- | ---------------- | ------------------------------- | ------------------------------------ |
| Vevo          | SergioVegaVEVO         | 29 décembre 2020 | 427 000                         | 400 257 790                          |
| YouTube Music | Sergio Vega            | 29 décembre 2020 | 120 000                         | 118 640 669                          |
| Facebook      | Sergio Vega "El Shaka" | 29 décembre 2020 | 156 584                         |                                      |
| Spotify       | Sergio Vega "El Shaka" | 29 décembre 2020 | 2 064 227                       |                                      |
| Deezer        | Sergio Vega "el Shaka" | 29 décembre 2020 | 11 172                          |                                      |